# فرد رول
فرد رول (انگلیسی: Fred Rowell؛ ۳۱ دسامبر ۱۹۱۸ – ۹ مارس ۱۹۸۸) بازیکن فوتبال بود.
از باشگاه‌هایی که در آن بازی کرده‌است می‌توان به باشگاه فوتبال ای‌اف‌سی بورنموث اشاره کرد.